# Tasker (application)
Tasker es una aplicación para Android desarrollada por João Dias. Permite realizar acciones definidas por el usuario basadas en contextos (aplicación, hora, fecha, ubicación, evento, gesto) en perfiles definidos por el usuario, activados por widgets de la pantalla de inicio o temporizadores. Es ampliable a través de complementos y aplicaciones de terceros. Aunque la versión de pago está disponible en Google Play, se puede descargar una versión de prueba gratuita de 7 días como APK en el sitio web del desarrollador. La versión de prueba no permite restaurar copias de seguridad.

## Gestión
Tasker funciona tanto de forma manual como automática. Monitoriza el teléfono en busca de los contextos y realiza las tareas que se hayan definido. Un perfil es una combinación de un contexto y una tarea.

## Acciones
Las acciones son funciones básicas que modifican la configuración del dispositivo o procesan datos de una fuente, como un archivo en el teléfono del usuario o una solicitud HTTP. Cada tarea se compone de acciones secuenciales. Algunas acciones pueden requerir acceso de superusuario (root) o ADB. Acciones comunes:
- Activa o desactiva cada configuración del teléfono (como Wi-Fi, Bluetooth, brillo automático, etc.)
- Abrir o "matar" una aplicación específica
- Establecer el volumen a un valor especificado
- Bloquear una aplicación con un código PIN
- Leer, escribir, copiar, mover y eliminar un archivo en el dispositivo del usuario
- Herramientas básicas de edición de imágenes (como recortar, filtrar y rotar)
- Controles multimedia básicos
- Obtener la ubicación GPS del teléfono
- Llamar a un número especificado
- Crear, leer y modificar variables de Tasker
- Ejecutar código JavaScript
- Integración con Google Drive
- Texto a voz

Tasker también admite acciones de terceros desde aplicaciones como SleepBot .

## Desarrollo
Tasker está inspirada en Apt, una aplicación de macros desarrollada por GlassWave en 2007 para dispositivos que ejecutan Palm OS  Tasker se desarrolló por primera vez en 2009 para Android Developer Challenge 2, donde la aplicación ocupó el tercer lugar en la categoría Productividad/Herramientas. La aplicación se lanzó al público en junio de 2010.
En noviembre de 2015, Tasker fue retirada de Google Play Store por violar la Política del programa para desarrolladores con respecto a productos peligrosos por interferencia en el sistema. El problema parecía estar relacionado con las funciones Doze y App Standby, que se ofrecían en lugar de un permiso general para ignorar las optimizaciones de la batería. Google permite que las aplicaciones de chat/voz usen el permiso en Android para ignorar la nueva optimización de la batería, características introducidas con el modo Doze en Android 6.0 Marshmallow. La aplicación volvió a estar en Google Play Store como una "aplicación de pago" en 2016.
En marzo de 2018, Tasker fue adquirida por João Dias.

## App Factory
Tasker App Factory permite que los proyectos de Tasker se exporten como aplicaciones independientes. Para agregar una interfaz de usuario, se puede usar la acción Mostrar escena en Tasker. La aplicación resultante se puede distribuir e instalar en cualquier dispositivo Andorid, sin necesidad de que tengan Tasker instalado. Sin embargo, todos los complementos necesarios deben instalarse en el dispositivo de destino. No admite archivos. App Factory se ofrece sin cargo adicional en la tienda. Además, las aplicaciones producidas por App Factory pueden ser ofrecidad en la Play Store.

## AutoApps
AutoApps es una aplicación para Android que contiene un conjunto de complementos para desarrolladores. Cada complemento agrega condiciones y/o acciones a Tasker. El usuario puede comprar complementos separados a través de Google Play Store o suscribirse para acceder a todos los complementos. Cada complemento tiene una versión liviana que es de uso gratuito pero restringe la funcionalidad (por ejemplo, la versión liviana de AutoLaunch permite la interacción con hasta 20 aplicaciones). Algunos complementos también solicitan al usuario que vea un anuncio para usarlo durante 24 horas.
| Nombre del complemento | Funcionalidad añadida a Tasker |
| ---------------------- | --- |
| AutoAlarm              | Lea información sobre la próxima alarma configurada en la aplicación de reloj del sistema                                                |
| AutoApp for Arduino    | Controla cada pin en un dispositivo Arduino                                                                                              |
| AutoApp for Pebble     | Agregue la funcionalidad Tasker a un reloj Pebble                                                                                        |
| AutoBarcode            | Permite que Tasks se inicie a través de un código QR                                                                                     |
| AutoCast               | Envíe una página web o medios desde un servicio como Dropbox a un Chromecast .                                                           |
| AutoContacts           | Leer información de contactos |
| AutoInput              | Simule la interacción de la interfaz de usuario dentro del dispositivo a través del servicio de accesibilidad de Android                 |
| AutoLaunch             | Iniciar aplicaciones con una información específica                                                                                      |
| AutoLocation           | Use geofencing para leer la ubicación GPS actual del dispositivo y el estado de movimiento del usuario                                   |
| AutoMEO                | Permite a Tasker controlar un reproductor multimedia MEOBox                                                                              |
| AutoNotification       | Intercepte notificaciones de aplicaciones, cree notificaciones formateadas y agregue respuestas automáticas a aplicaciones de mensajería |
| AutoRemote             | Envía notificaciones y comandos a través de dispositivos                                                                                 |
| AutoShare              | Intercepta información sobre el archivo que se comparte                                                                                  |
| AutoSheets             | Agrega la integración de Hojas de cálculo de Google ; permite a Tasker modificar las hojas de cálculo de Google Sheets                   |
| AutoShortcut           | Ejecutar accesos directos desde otras aplicaciones de Android                                                                            |
| AutoTools              | Agrega acciones variadas adicionales a Tasker (como leer datos HTML de un sitio web)                                                     |
| AutoVera               | Controle los dispositivos Z-Wave a través de una puerta de enlace Vera                                                                   |
| AutoWear               | Agregue la funcionalidad Tasker a un reloj inteligente Wear OS                                                                           |
| AutoWeb                | Permite a Tasker usar API web |
| AutoVoice              | Permitir que las tareas se activen a través de un comando de voz; admite los comandos de Amazon Alexa y Google Assistant                 |

### Alpha Apps
Alpha Apps son complementos para desarrolladores que solo se pueden desbloquear a través de una suscripción a AutoApps. A continuación, se muestra una lista de complementos que necesitan suscripción.
| Nombre del complemento | Funcionalidad añadida a Tasker                                                                     |
| ---------------------- | -------------------------------------------------------------------------------------------------- |
| AutoBluetooth          | Escanee en busca de dispositivos habilitados para Bluetooth cercanos y reaccione ante su presencia |
| AutoBubbles            | Cree iconos arrastrables que superpongan la pantalla y activen una tarea cuando se presionen       |
| AutoCalendar           | Agrega la integración de Google Calendar                                                           |
| AutoMail               | Agrega la integración de Gmail                                                                     |
| AutoMediaButtons       | Reaccionar a secuencias complejas de pulsación de botones multimedia                               |
| AutoPhoto              | Leer datos EXIF de fotos                                                                           |
| AutoRSS                | Leer fuentes RSS                                                                                   |
| AutoSpotify            | Agrega la integración de Spotify                                                                   |
| AutoWebVideo           | Agrega la integración de plataformas de vídeo                                                      |
| AutoXBMC               | Agrega la integración de Kodi                                                                      |

## TaskerNet
A partir de Tasker v5.5, las tareas/perfiles/proyectos se pueden enviar a TaskerNet y compartir con otros usuarios. Este sistema está alojado en los servidores de Tasker. Básicamente es un sistema de almacenamiento en la nube para archivos de Tasker.
Las entradas de TaskerNet admiten descripciones HTML para aquellos usuarios que buscan importarlo.

## Problemas
Las acciones de encriptación no están disponibles en la versión Google Play de Tasker debido a las restricciones de EE. UU. Los dispositivos con Android 10 requieren ADB para configurar el portapapeles y un nuevo permiso para encender y apagar el Wi-Fi.